# Хосе Мануель Хурадо
Хосе Мануель Хурадо Марін (ісп. José Manuel Jurado Marín; нар. 29 червня 1986, Санлукар-де-Баррамеда, Кадіс) — іспанський футболіст, півзахисник клубу «Кадіс».

## Клубна кар'єра

### «Реал Мадрид»
Хосе Мануель Хурадо народився в Санлукар-де-Баррамеда (провінція Кадіс). Вихованець молодіжної школи мадридського «Реала». 29 жовтня 2005 року дебютував за «Реал Мадрид» в переможному матчі проти «Бетіса». Загалом за сезон він зіграв 5 матчів у чемпіонаті, а також з'явився на полі в матчі Ліги чемпіонів УЄФА проти грецького «Олімпіакоса».

### «Атлетіко Мадрид» та оренда до «Мальорки»

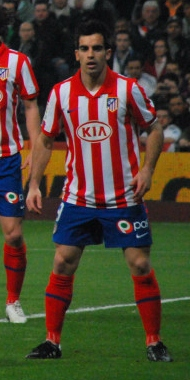
Хурадо у складі «Атлетіко»

4 серпня 2006 року Хурадо перейшов до мадридського «Атлетіко» за 3 млн євро, підписавши контракт на 4 роки. Після 33 ігор у сезоні 2006/07, Хурадо мало виходив на поле в наступному сезоні і в липні його віддали в оренду до «Мальорки». У складі команди з Балеарських островів Хурадо чудово провів сезон 2008—2009, ставши другим бомбардиром команди (10 голів) в, тому його покликали назад до «Атлетіко».
10 листопада 2009 року Хурадо продовжив контракт з «Атлетіко». Цей сезон виявився найбільш вдалим для Хурадо. Він зіграв усі 38 матчів у чемпіонаті, ставши лідером команди за проведеним на полі часом (2 692 хвилини). У сезоні 2009/10 він разом з командою виграв Лігу Європи і Суперкубок УЄФА, а також зіграв у фіналі кубка Іспанії.

### «Шальке 04»

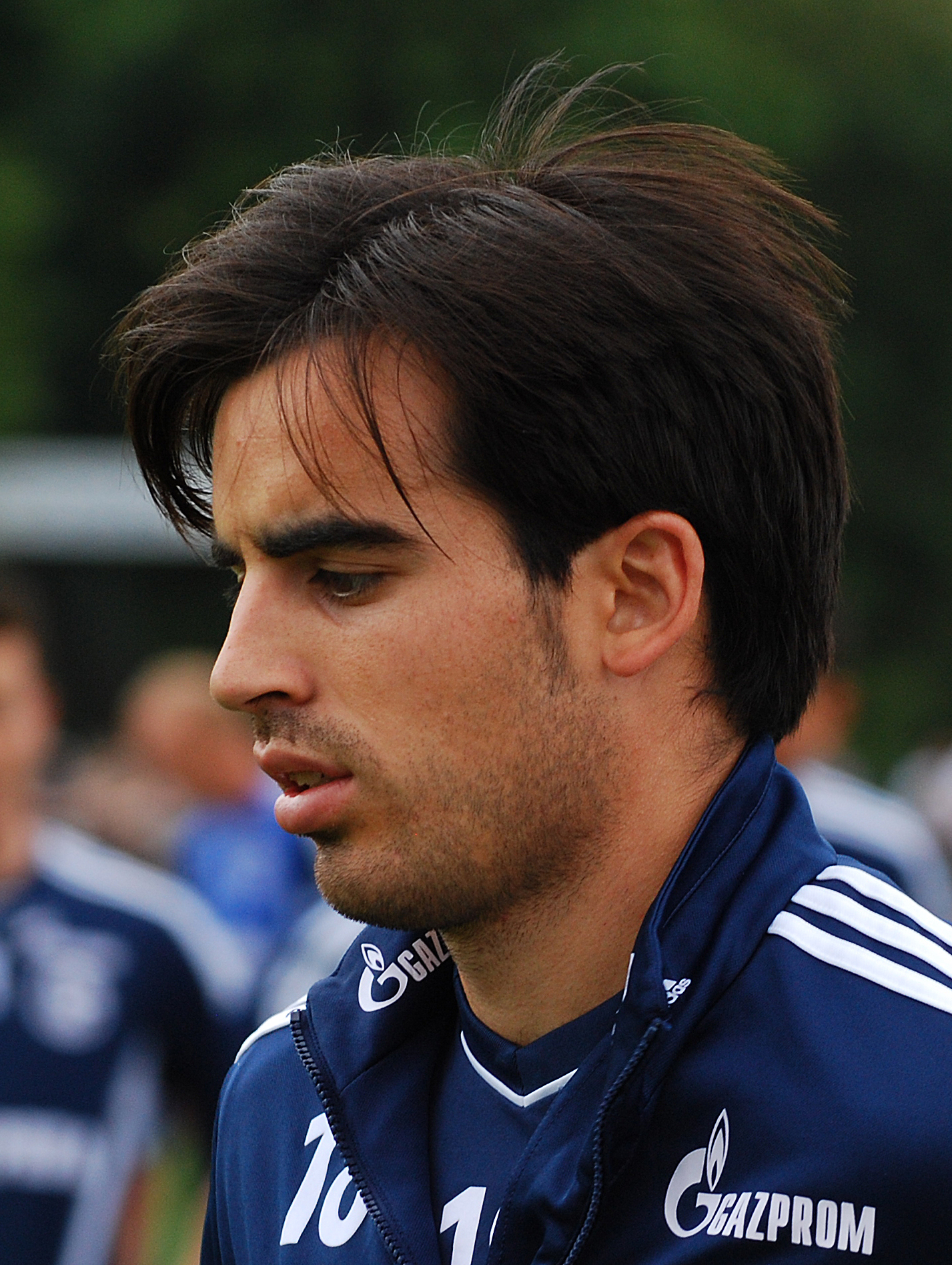
Хурадо у складі «Шальке 04»

31 серпня 2010 року Хурадо перейшов до німецького «Шальке 04» за € 13 млн, де приєднався до інших іспанців, що пограли в «Реалі», Рауля з мадридського «Реала» і Ескудеро з «Реала Мурсії». Дебютував у складі нового клубу 10 вересня в матчі проти «Гоффенгайма», вийшовши на заміну на 12 хвилині. 4 грудня 2010 року Хурадо забив перший гол за «Шальке 04» у матчі проти мюнхенської «Баварії», що завершився з рахунком 2:0. У наступному матчі Хурадо забив гол португальській «Бенфіці» після пасу грудьми Рауля, допомігши своєму клубові завершити груповий етап Ліги чемпіонів УЄФА 2010/2011 на першому місці. У чвертьфіналі Ліги чемпіонів УЄФА 2010/2011 Хурадо «повернув борг» іспанському нападникові. У другому матчі, який завершився з рахунком 2:1 на користь «Шальке 04», Хурадо віддав йому гольову передачу.
Справи іспанця в німецькому клубі в останньому сезоні йшли кепсько. Головний тренер команди Губ Стевенс заявляв, що іспанець належним чином не відпрацьовує в захисті, через що й позбавлений бажаної ігрової практики. Тому «Атлетіко» планував повернути гравця назад у команду, однак сума € 5 млн не влаштовувала «кобальтових».

### «Спартак»

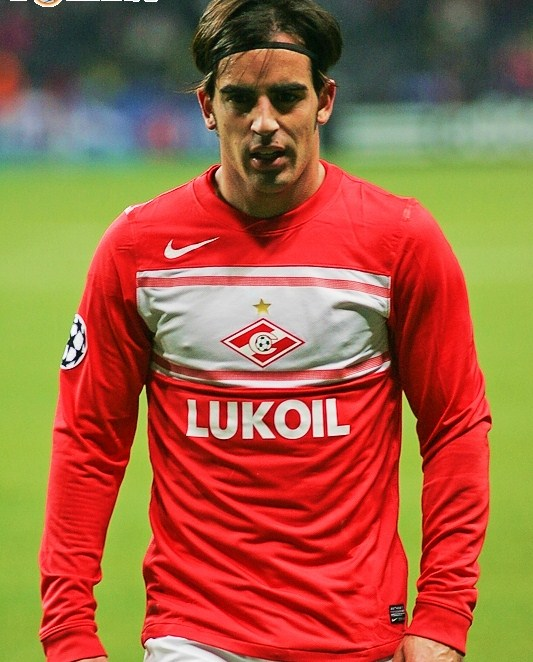
Хурадо у складі «Спартака»

1 вересня 2012 року Хурадо пройшов медобстеження і підписав особистий контракт з московським «Спартаком». Російський клуб орендував його до кінця сезону 2012/13 з пріоритетним правом викупу трансферу футболіста по закінченні терміну оренди.

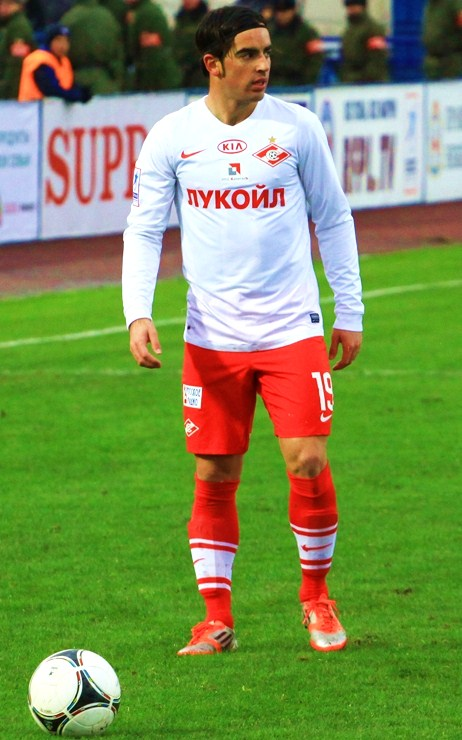

Вперше у складі «Спартака» вийшов на поле 15 вересня 2012 року в гостьовому матчі чемпіонату Росії проти «Кубані», замінивши на 79-й хвилині Арі (матч завершився з рахунком 2:2). 23 вересня Хосе вперше вийшов у стартовому складі «Спартака» в домашньому матчі проти «Ростова», на 27-й хвилині віддав гольовий пас на Еменіке, однак на 37-й хвилині матчу зазнав травми м'яза і його замінив Арі. 23 жовтня, відновившись після травми Хурадо дебютував у Лізі чемпіонів у поєдинку проти «Бенфіки», він віддав гольову передачу на Рафаела Каріоку, «Спартак» переміг 2-1. 27 жовтня іспанець забив свій перший гол за «червоно-білих» у ворота саранської «Мордовії», як підсумок «Спартак» переміг 2:0.
3 листопада Хосе забив свій другий м'яч у складі «червоно-білих» у ворота самарських «Крил Рад», яких в цьому матчі москвичі переграли з рахунком 5:0.
26 червня 2013 року «Спартак» викупив права на Хурадо в «Шальке» за € 2 млн, хоча в орендній угоді раніше була прописана сума викупу в розмірі € 6 млн. Контракт іспанця з червоно-білими був розрахований на чотири роки. 27 липня в дербі проти московського «Динамо» Хосе забив два голи і його визнано найкращим футболістом зустрічі.
25 вересня 2013 рік у матчі проти «Краснодара» Хурадо зробив «дубль». В останньому турі першості проти «Динамо», за рахунку 2:0 на користь суперника, Хосе забив переломний гол і допоміг своєму клубові здобути вольову перемогу.
5 вересня 2014 року взяв участь у матчі відкриття першого в історії клубу «Спартак» стадіону «Відкриття-Арена». Під керівництвом швейцарського тренера Мурата Якіна «Спартак» зіграв унічию (1:1) проти сербської команди «Црвена Зірка». У цьому матчі увійшов до стартового складу.
17 липня 2015 року Хурадо востаннє зіграв за «Спартак», вийшовши в основному складі в першому матчі чемпіонату 2015/16 проти «Уфи». У першому таймі іспанець поцілив у поперечину, а на 69-й хвилині його замінив Денис Давидов.

### «Вотфорд»
22 липня 2015 року Хурадо перейшов з московського «Спартака» до англійського «Вотфорда», підписавши контракт на 3 роки. 8 серпня в поєдинку проти «Евертона» він дебютував у англійській Прем'єр-лізі.

### «Еспаньйол»
5 липня 2016 року Хурадо перейшов до іспанського клубу «Еспаньйол» за 1,2 мільйона євро. 9 вересня в матчі проти «Реал Сосьєдада» він дебютував за нову команду. 26 лютого 2017 року в поєдинку проти «Осасуни» Хурадо забив свій перший гол за «Еспаньйол».
У липні 2019 року Хосе Мануель Хурадо перейшов до «Кадіса». З гравцем укладено угоду на 3 роки.

## Міжнародна кар'єра
Хурадо грав за юнацькі збірні Іспанії до 16, 17 і 19 років, а також за молодіжну збірну Іспанії до 21 року. Футболіст взяв участь у чемпіонаті світу серед юнацьких команд та чемпіонаті Європи серед молодіжних команд 2009 року.

## Статистика виступів за клуби
Станом на 11 липня 2020
| Клуб                    | Сезон              | Ліга                                   | Ліга | Ліга | Національний кубок | Національний кубок | Європа | Європа | Інші | Інші | Загалом | Загалом |
| Клуб                    | Сезон              | Дивізіон                               | Ігри | Голи | Ігри               | Голи               | Ігри   | Голи   | Ігри | Голи | Ігри    | Голи    |
| ----------------------- | ------------------ | -------------------------------------- | ---- | ---- | ------------------ | ------------------ | ------ | ------ | ---- | ---- | ------- | ------- |
| Реал Мадрид             | 2004–2005          | Ла-Ліга                                | 0    | 0    | 2                  | 0                  | 0      | 0      | —    | —    | 2       | 0       |
| Реал Мадрид             | 2005–2006          | Ла-Ліга                                | 3    | 0    | 0                  | 0                  | 1      | 0      | —    | —    | 4       | 0       |
| Реал Мадрид             | Загалом            | Загалом                                | 3    | 0    | 2                  | 0                  | 1      | 0      | —    | —    | 6       | 0       |
| Атлетіко (Мадрид)       | 2006–2007          | Ла-Ліга                                | 33   | 0    | 4                  | 0                  | —      | —      | —    | —    | 37      | 0       |
| Атлетіко (Мадрид)       | 2007–2008          | Ла-Ліга                                | 16   | 2    | 1                  | 0                  | 7      | 1      | 2    | 0    | 26      | 3       |
| Атлетіко (Мадрид)       | 2009–2010          | Ла-Ліга                                | 38   | 7    | 9                  | 2                  | 17     | 0      | —    | —    | 64      | 9       |
| Атлетіко (Мадрид)       | 2010–2011          | Ла-Ліга                                | 1    | 1    | 0                  | 0                  | 0      | 0      | 1    | 0    | 2       | 1       |
| Атлетіко (Мадрид)       | Загалом            | Загалом                                | 88   | 10   | 14                 | 2                  | 24     | 1      | 3    | 0    | 129     | 13      |
| Мальорка (оренда)       | 2008–2009          | Ла-Ліга                                | 35   | 9    | 6                  | 0                  | —      | —      | —    | —    | 41      | 9       |
| Шальке 04               | 2010–11            | Бундесліга (Німеччина)                 | 28   | 3    | 5                  | 2                  | 11     | 3      | —    | —    | 44      | 8       |
| Шальке 04               | 2011–12            | Бундесліга                             | 18   | 0    | 2                  | 0                  | 7      | 1      | 1    | 0    | 28      | 1       |
| Шальке 04               | Загалом            | Загалом                                | 46   | 3    | 7                  | 2                  | 18     | 4      | 1    | 0    | 72      | 9       |
| Спартак Москва (оренда) | 2012–13            | Прем'єр-ліга (Росія)                   | 18   | 3    | 1                  | 0                  | 5      | 0      | —    | —    | 24      | 3       |
| Спартак Москва          | 2013–14            | Російська Прем'єр-ліга                 | 29   | 8    | 2                  | 0                  | 1      | 0      | —    | —    | 32      | 8       |
| Спартак Москва          | 2014–15            | Російська Прем'єр-ліга                 | 18   | 3    | 2                  | 0                  | —      | —      | —    | —    | 20      | 3       |
| Спартак Москва          | 2015–16            | Російська Прем'єр-ліга                 | 1    | 0    | 0                  | 0                  | —      | —      | —    | —    | 1       | 0       |
| Спартак Москва          | Загалом            | Загалом                                | 66   | 14   | 5                  | 0                  | 6      | 0      | —    | —    | 77      | 14      |
| Вотфорд                 | 2015–16            | Прем'єр-ліга (Англія)                  | 27   | 0    | 3                  | 0                  | —      | —      | —    | —    | 30      | 0       |
| Еспаньйол               | 2016–2017          | Ла-Ліга                                | 31   | 3    | 1                  | 0                  | —      | —      | —    | —    | 32      | 3       |
| Еспаньйол               | 2017–2018          | Ла-Ліга                                | 29   | 0    | 2                  | 0                  | —      | —      | —    | —    | 31      | 0       |
| Еспаньйол               | Загалом            | Загалом                                | 60   | 3    | 3                  | 0                  | —      | —      | —    | —    | 63      | 3       |
| Аль-Аглі                | 2018–19            | Чемпіонат Саудівської Аравії з футболу | 17   | 1    | 0                  | 0                  | —      | —      | —    | —    | 17      | 1       |
| Чанчунь Ятай            | 2019               | Перша ліга Китаю з футболу             | 8    | 0    | 0                  | 0                  | —      | —      | —    | —    | 8       | 0       |
| Кадіс                   | 2019–20            | Сегунда Дивізіон                       | 15   | 0    | 0                  | 0                  | —      | —      | —    | —    | 15      | 0       |
| Загалом за кар'єру      | Загалом за кар'єру | Загалом за кар'єру                     | 368  | 40   | 37                 | 4                  | 49     | 5      | 4    | 0    | 458     | 49      |

1. 1 2 3  Appearances in Ліга чемпіонів УЄФА
2. 1 2 3  Ігри Кубку / лізі Європи УЄФА
3. ↑  Ігри в Кубку Інтертото
4. ↑  Ігри в Лізі Європи УЄФА та Лізі емпіонів
5. ↑  Ігри в Суперкубку УЄФА
6. ↑  Appearance in Суперкубок Німеччини з футболу

## Досягнення
Клубні
 «Атлетіко Мадрид»
- Переможець Ліги Європи УЄФА — 2009/10
- Володар Суперкубка УЄФА — 2010
- Переможець Кубка Інтертото — 2007
- Фіналіст Кубка Іспанії — 2009/10

 «Шальке 04»
- Володар Кубка Німеччини — 2010/11
- Володар Суперкубка Німеччини — 2011